# Latronquière
Latronquière is een gemeente in het Franse departement Lot (regio Occitanie) en telt 538 inwoners (1999). De oppervlakte bedraagt 10,37 km², de bevolkingsdichtheid is 51 inwoners per km².

## Demografie
Onderstaande figuur toont het verloop van het inwonertal (bron: INSEE-tellingen).

1. ↑  Populations de référence 2022.